# Bishama Katek
Bishama Katek is een census town in het district Rayagada van de Indiase staat Odisha. 

## Demografie
Volgens de Indiase volkstelling van 2001 wonen er 7407 mensen in Bishama Katek, waarvan 50% mannelijk en 50% vrouwelijk is. De plaats heeft een alfabetiseringsgraad van 67%. 